# Generator funkcji
Generator funkcji – nieliniowy układ diodowo-rezystorowy, zamieniający sygnał wejściowy X na jego funkcję Y(X). Oblicza np. kwadrat liczby X. Jest jednym z podstawowych elementów komputera analogowego.
Składa się z grupy ograniczników napięcia o coraz wyższym napięciu. Próg i nachylenie każdego ogranicznika ustawia się potencjometrami wieloobrotowymi. 